# Hampden County
Hampden County er et county i den amerikanske delstat Massachusetts. Amtet ligger i de vestlige del af delstaten og grænser op til Hampshire County i nord, Worcester County i øst, Tolland County, Connecticut i sydøst, Hartford County, Connecticut i syd, Litchfield County, Connecticut i sydvest og mod Berkshire County i vest.
Hampden Countys totale areal er 1 602 km² hvoraf 41 km² er vand. I 2004 havde amtet 461.228 indbyggere.
42°07′39″N 72°34′17″V / 42.12756°N 72.571312°V